# 村代表
村代表，意指香港新界地區的村長。
歷史上，香港新界地區的原居民會選出自己村內的村長，而這些選舉往往是由男性原居民壟斷。但隨着香港社會的變遷，新界鄉村地區與市區的人口流動增加，新界鄉村的居民未必只是原居民。2000年12月22日，香港終審法院一致裁定打石湖村及布袋澳村的村長選舉違反了《香港人權法案條例》和《性別歧視條例》，從而確認了非原居民可參與村代表選舉。但另一方面，香港政府也有義務按《香港基本法》第40條規定，保護「新界原居民的合法傳統權益」。終審法院認為權益只包括丁屋利益、某些物業豁免繳地稅及差餉等，但不等於政治權利。由此引申出鄉村村代表選舉辦法的改革，當時引起了香港社會的廣泛爭議以及部分新界原居民的反對。
判決經過政府長達3年多的討論後，2003年2月終於通過《村代表選舉條例》，改革村選舉制度。現時，村代表分為兩個組別，一為「原居民代表≠村長(居於村內除外)」，另一為「居民代表」；這俗稱「雙村長制」，兩個組別的選舉分開進行。兩名村代表分別代表居民反映村內事務意見，而原居民代表也額外負責處理一切與原居民合法傳統權益及傳統生活方式有關的事務。村代表的任期為四年，現屆村代表任期由2019年4月1日至2023年3月31日止。
香港村代表選舉由民政事務總署主辦。

## 選舉及補選列表
| 屆 | 選舉                         | 投票日                             | 備註 |
| -- | ---------------------------- | ---------------------------------- | --- |
| 一 | 2003年村代表選舉             | 2003年7月12日至8月17日的星期六、日 | - 各鄉村投票日：原居民代表、居民代表 - 部份鄉村因候選人自動當選而不需進行投票，或沒有獲有效提名而未能完成選舉。參考：在無競逐的居民代表選舉中妥為選出的候選人名單、在無競逐的原居民代表選舉中妥為選出的候選人名單、未能完成居民代表選舉的現有鄉村名單、未能完成原居民代表選舉的原居鄉村／共有代表鄉村名單。 |
| 一 | 村代表補選                   | 2004年3月28日                      | 最後不需進行投票，包括： - 因只有一位候選人而自動當選原居民代表：東涌壩尾；沙頭角區新村、谷埔；西貢區麻南笏、北潭、大埗仔；大埔燕岩； - 因只有一位候選人而自動當選居民代表：南丫島北段大坪村；南丫島南段模達、蘆鬚城；大澳大浪灣；東涌石門甲、上嶺皮；沙頭角區下禾坑、鹿頸黃屋、木棉頭及蕉坑；坑口茅湖仔；西貢區輋徑篤、蠻窩、沙咀新村、打蠔墩、窩美、黃竹灣；沙田灰窰下及謝屋、新田；西貢北約塔門漁民村；大埔下黃宜坳、蘆慈田、馬窩村、梧桐寨、田寮下；荃灣荃灣三村；八鄉下輋村。 |
| 一 | 村代表補選                   | 2004年11月28日                     | 粉嶺區粉嶺、大嶼山南區咸田的原居民代表。亦有其他鄉村最後不需進行投票，包括： - 因只有一位候選人而自動當選居民代表：沙頭角區烏蛟騰；打鼓嶺區坪洋；西貢區大腦； - 因只有一位候選人而自動當選原居民代表：大嶼山南區長沙上村；東涌低埔；沙頭角區牛屎湖；上水區料壆；大埔大芒輋；西貢北約南山洞；屯門龍鼓灘；十八鄉水蕉老圍； - 因沒有獲有效提名的候選人參選以致居民代表選舉未能完成：南丫島北段榕樹塱；南丫島南段蒲台、榕樹下；梅窩萬角咀； - 因沒有獲有效提名的候選人參選以致原居民代表選舉未能完成：西貢區浪茄。 |
| 一 | 村代表補選                   | 2005年5月8日                       | 荃灣新村原居民代表、南丫島北段榕樹塱居民代表，惟只有一位候選人而自動當選，不需進行投票。 |
| 一 | 村代表補選                   | 2006年1月8日                       | 十八鄉崇正新村(一)居民代表及西貢區蛇頭、十八鄉東頭村原居民代表。亦有其他鄉村最後不需進行投票，包括： - 因只有一位候選人而自動當選居民代表：東涌地塘仔；屯門小欖、井頭村(中及下)；大埔下坑； - 因只有一位候選人而自動當選原居民代表：東涌莫家； - 因沒有獲有效提名的候選人參選以致居民代表選舉未能完成：大嶼山南區長沙上村；大埔打鐵印。 |
| 一 | 村代表補選                   | 2006年5月21日                      | 大埔沙螺洞張屋原居民代表。亦有其他鄉村最後不需進行投票，包括： - 因只有一位候選人而自動當選居民代表：大埔泮涌新村；西貢區北港； - 因只有一位候選人而自動當選原居民代表：屏山鄉坑頭村； - 因沒有獲有效提名的候選人參選以致居民代表選舉未能完成：大埔水窩、打鐵印； - 因沒有獲有效提名的候選人參選以致原居民代表選舉未能完成：大埔蓮澳鄭屋。 |
| 一 | 村代表補選                   | 2006年10月15日                     | - 因只有一位候選人而自動當選居民代表：十八鄉西邊圍、西貢區海傍街、荃灣青龍頭； - 因只有一位候選人而自動當選原居民代表：東涌石榴埔、東涌上嶺皮、粉嶺區高莆； - 因沒有獲有效提名的候選人參選以致居民代表選舉未能完成：大埔水窩； - 因沒有獲有效提名的候選人參選以致原居民代表選舉未能完成：大埔蓮澳鄭屋、坪洲二白。 |
| 二 | 2007年村代表選舉             | 2007年1月6日至2月4日的星期六、日   | - 各鄉村投票日：原居民代表、居民代表 - 部份鄉村因候選人自動當選而不需進行投票，或沒有獲有效提名而未能完成選舉。參考：在無競逐的居民代表選舉中妥為選出的候選人名單、在無競逐的原居民代表選舉中妥為選出的候選人名單、未能完成居民代表選舉的現有鄉村名單、未能完成原居民代表選舉的原居鄉村／共有代表鄉村名單 |
| 二 | 村代表補選                   | 2007年5月27日                      | 沙田排頭原居民代表。亦有其他鄉村最後不需進行投票，包括： - 因只有一位候選人而自動當選居民代表：大澳上羗山及鹿湖；粉嶺區高莆；西貢區打蠔墩；沙田大南寮；大埔麻布尾、大菴、洞梓；荃灣深井；屯門鍾屋村； - 因只有一位候選人而自動當選原居民代表：沙田隔田； - 因沒有獲有效提名的候選人參選以致居民代表選舉未能完成：南丫島南段蘆鬚城、模達灣、蒲台、榕樹下；梅窩萬角咀、牛牯塱；大嶼山南區長沙上村；大澳大浪灣；東涌赤鱲角、莫家、牛凹、壩尾；粉嶺區安樂村(東)、畫眉山；沙頭角區鴨洲、荔枝窩、鹿頸陳屋、鹿頸黃屋、山嘴、橫山脚、松園下；坑口茅湖仔；西貢區蠻窩、澳朗、澳頭、白腊、北潭、大埗仔、氹笏、東丫、黃麖地；西貢北約下洋、企嶺下新圍、高流灣、大灘、屋頭；大埔寨乪、錦山村、較寮下、新屋仔、船灣沙欄、水窩、打鐵印、大埔滘、井頭；馬灣花坪、草灣及大轉；荃灣清快塘；屯門田夫仔、屯門舊墟；八鄉長江村； - 因沒有獲有效提名的候選人參選以致原居民代表選舉未能完成：南丫島南段浦台；沙頭角區鳳坑；西貢區浪茄、南丫、黃麖仔；西貢北約東心淇；大埔新圍仔。 |
| 二 | 村代表補選                   | 2008年1月6日                       | 沙田銅鑼灣原居民代表。另外亦有其他鄉村最後不需進行投票，包括： - 因只有一位候選人而自動當選居民代表：沙田馬料。 - 因只有一位候選人而自動當選原居民代表：青衣涌美村；西貢區北港坳；沙田大水坑；大埔新圍仔、魚角。 |
| 二 | 村代表補選                   | 2008年5月25日                      | 八鄉吳家村居民代表、沙田禾寮坑原居民代表。另外坑口田下灣因只有一位候選人而自動當選原居民代表。 |
| 二 | 村代表補選                   | 2008年11月23日                     | 上水區坑頭居民代表。另外馬灣竹篙灣及扒頭鼓因只有一位候選人而自動當選原居民代表。 |
| 二 | 村代表補選                   | 2009年5月31日                      | 最後不需進行投票，包括： - 因沒有獲有效提名的候選人參選以致居民代表選舉未能完成：南丫島北段沙埔、西貢區大網仔、西貢北約北潭凹、屯門屯子圍、十八鄉馬田； - 因沒有獲有效提名的候選人參選以致原居民代表選舉未能完成：上水區金錢、西貢輋徑篤。 |
| 二 | 村代表補選                   | 2010年1月17日                      | 西貢南圍居民代表、馬灣馬灣大街原居民代表。另外亦有其他鄉村最後不需進行投票，包括： - 因只有一位候選人而自動當選居民代表：打鼓嶺區禾徑山；西貢區斬竹灣；沙田大南寮；西貢北約企嶺下老圍、平洲沙頭；大埔鴉山、䃟頭角；屯門屯子圍； - 因只有一位候選人而自動當選原居民代表：沙頭角區担水坑；上水區華山村；沙田下禾輋、大南寮；西貢北約平洲洲頭、土瓜坪；大埔龍尾、大菴；八鄉水盞田村； - 因沒有獲有效提名的候選人參選以致居民代表選舉未能完成：沙頭角區麻雀嶺下。 |
| 二 | 村代表補選                   | 2010年6月6日                       | 荃灣中葵涌原居民代表。另外亦有其他鄉村最後不需進行投票，包括： - 因只有一位候選人而自動當選原居民代表：西貢區斬竹灣；大埔大菴； - 因沒有獲有效提名的候選人參選以致居民代表選舉未能完成：沙頭角區麻雀嶺下、大埔新塘。 |
| 二 | 村代表補選                   | 2010年10月3日                      | 沙田馬料原居民代表、西貢區龍尾及大埔新塘居民代表只有一位候選人而自動當選，不需進行投票。 |
| 三 | 2011年村代表選舉             | 2011年1月2日至23日的星期日         | - 各鄉村投票日：原居民代表 （页面存档备份，存于）、居民代表 （页面存档备份，存于） - 部份鄉村因候選人自動當選而不需進行投票，或沒有獲有效提名而未能完成選舉。參考：在無競逐的居民代表選舉中妥為選出的候選人名單、在無競逐的原居民代表選舉中妥為選出的候選人名單、未能完成居民代表選舉的現有鄉村名單、未能完成原居民代表選舉的原居鄉村／共有代表鄉村名單 |
| 三 | 鄉村補選                     | 2011年6月12日                      | 最後不需進行投票，包括： - 因只有一位候選人而自動當選居民代表：東涌壩尾；沙頭角區新村；西貢區大藍湖；大埔鍾屋村、蝦地下、水窩；荃灣楊屋；新田安龍村； - 因只有一位候選人而自動當選原居民代表：大埔桃源洞；荃灣二陂圳； - 因沒有獲有效提名的候選人參選以致居民代表選舉未能完成：南丫島南段蘆鬚城、蒲台、榕樹下；粉嶺區安樂村(東)；沙頭角區荔枝窩、鹿頸陳屋；西貢區蠻窩、澳朗、北潭、西灣、大埗仔、鯽魚湖、東丫；西貢北約下洋、企嶺下新圍、平洲大塘、大灘、屋頭；大埔寨乪、新屋家、船灣圍下、打鐵印；馬灣花坪、草灣及大轉；荃灣石圍角、清快塘；屯門田夫仔、屯門舊墟； - 因沒有獲有效提名的候選人參選以致原居民代表選舉未能完成：南丫島南段蒲台、索罟灣；西貢區浪茄、黃麖仔。 |
| 三 | 鄉村補選                     | 2011年11月27日                     | 沙頭角鹿頸陳屋、西貢北約平洲大塘、八鄉元崗新村原居民代表及粉嶺區塘坑(上)居民代表。另外亦有其他鄉村最後不需進行投票，包括： - 因只有一位候選人而自動當選居民代表：西貢區浪徑；大埔梅樹坑、下坑； - 因只有一位候選人而自動當選原居民代表：大嶼山南區長沙下村；粉嶺區嶺皮村； - 因沒有獲有效提名的候選人參選以致居民代表選舉未能完成：屯門礦山村。 |
| 三 | 鄉村補選                     | 2011年4月22日                      | 大埔䃟頭角原居民代表。另外亦有其他鄉村最後不需進行投票，包括： - 因只有一位候選人而自動當選居民代表：荃灣九華徑新村；沙頭角區木棉頭及蕉坑；屯門礦山村； - 因只有一位候選人而自動當選原居民代表：沙頭角區鳳坑；上水區松柏朗。 |
| 三 | 鄉村補選                     | 2011年12月2日                      | 廈村鄉祥降圍居民代表。另外亦有其他鄉村最後不需進行投票，包括： - 因只有一位候選人而自動當選居民代表：坑口坑口；南丫島南段模達；大嶼山南區貝澳羅屋村、拾浪；廈村廈村市、巷尾村； - 因只有一位候選人而自動當選原居民代表：沙頭角區麻雀嶺上；沙田大圍；大埔下碗窰；馬灣大青洲；荃灣咸田； - 因沒有獲有效提名的候選人參選以致居民代表選舉未能完成：大埔田寮下。 |
| 三 | 鄉村補選                     | 2012年5月26日                      | 東涌馬灣涌原居民代表。另外亦有其他鄉村最後不需進行投票，包括： - 因只有一位候選人而自動當選居民代表：粉嶺區崇謙堂 (東)；西貢區市場街；沙田銅鑼灣；屯門麒麟圍；十八鄉港頭； - 因只有一位候選人而自動當選原居民代表：坑口田下灣；荃灣關門口、汀九； - 因沒有獲有效提名的候選人參選以致居民代表選舉未能完成：大澳深石；大埔田寮下； - 因沒有獲有效提名的候選人參選以致原居民代表選舉未能完成：東涌低埔；沙頭角區九担租。 |
| 三 | 鄉村補選                     | 2012年12月15日                     | 打鼓嶺區竹園、西貢北約西澳原居民代表及西貢區北港、屏山鄉輞井村居民代表。亦有其他鄉村最後不需進行投票，包括： - 因只有一位候選人而自動當選居民代表：大澳梁屋；粉嶺區虎地排；坑口田下灣；西貢區正街(西)；錦田永隆圍； - 因只有一位候選人而自動當選原居民代表：東涌莫家、低埔；荃灣下葵涌；沙頭角區九担租；坑口坑口； - 因沒有獲有效提名的候選人參選以致居民代表選舉未能完成：大澳深石。 |
| 三 | 鄉村補選                     | 2013年5月25日                      | 東涌馬灣涌原居民代表。亦有其他鄉村最後不需進行投票，包括： - 因只有一位候選人而自動當選居民代表：粉嶺區崇謙堂 (東)；西貢區市場街；沙田銅鑼灣；屯門麒麟圍；十八鄉港頭； - 因只有一位候選人而自動當選原居民代表：坑口田下灣；荃灣關門口、汀九； - 因沒有獲有效提名的候選人參選以致居民代表選舉未能完成：大澳深石；大埔田寮下； - 因沒有獲有效提名的候選人參選以致原居民代表選舉未能完成：東涌低埔；沙頭角區九担租。 |
| 三 | 鄉村補選                     | 2013年12月15日                     | 打鼓嶺區竹園、西貢北約西澳原居民代表及西貢區北港、屏山鄉輞井村居民代表。另外亦有其他鄉村最後不需進行投票，包括： - 因只有一位候選人而自動當選居民代表：大澳梁屋；粉嶺區虎地排；坑口田下灣；西貢區正街(西)；錦田永隆圍； - 因只有一位候選人而自動當選原居民代表：東涌莫家、低埔；荃灣下葵涌；沙頭角區九担租；坑口坑口； - 因沒有獲有效提名的候選人參選以致居民代表選舉未能完成：大澳深石。 |
| 三 | 鄉村補選                     | 2014年5月25日                      | 荃灣老圍原居民代表、十八鄉崇正新村(二)居民代表。另外亦有其他鄉村最後不需進行投票，包括： - 因只有一位候選人而自動當選居民代表：沙頭角區石橋頭；西貢北約西澳； - 因只有一位候選人而自動當選原居民代表：西貢北約泥涌；八鄉石湖塘村； - 因沒有獲有效提名的候選人參選以致居民代表選舉未能完成：大埔塘上村。 |
| 三 | 鄉村補選                     | 2014年10月5日                      | 沙田山下圍原居民代表。另外大埔塘上村居民代表及沙田大圍原居民代表因只有一位候選人而自動當選；沙田河瀝背因沒有獲有效提名的候選人參選以致原居民代表選舉未能完成，不需進行投票。 |
| 四 | 2015年鄉郊一般選舉村代表選舉 | 2015年1月4日、11日、18日           | - 各鄉村投票日：原居民代表、居民代表 - 部份鄉村因候選人自動當選而不需進行投票，或沒有獲有效提名而未能完成選舉。參考：在無競逐的居民代表選舉中妥為選出的候選人名單、在無競逐的原居民代表選舉中妥為選出的候選人名單、未能完成居民代表選舉的現有鄉村名單、未能完成原居民代表選舉的原居鄉村／共有代表鄉村名單。 |
| 四 | 鄉郊補選                     | 2015年6月14日                      | 上水區燕崗居民代表。另外亦有其他鄉村最後不需進行投票，包括： - 因只有一位候選人而自動當選居民代表：大澳上羗山及鹿湖；西貢區輋徑篤；大埔較寮下 、蓮澳李屋、白牛石下村、水窩、大陽輋；荃灣荃灣三村、楊屋 ； - 因沒有獲有效提名的候選人參選以致居民代表選舉未能完成：南丫島南段蘆鬚城、蒲台、榕樹下；大澳沙螺灣；粉嶺區 安樂村(東)；沙頭角區荔枝窩、鹿頸陳屋、鹿頸黃屋；打鼓嶺區松園下；西貢區龍尾、麻南笏、澳朗、東丫；西貢北約大灘、屋頭；大埔麻布尾、船灣圍下、大埔滘、田寮下、塘上村；西樓角荃灣、石圍角清快塘；屯門田夫仔、屯門舊墟。 |
| 四 | 鄉郊補選                     | 2015年12月6日                      | 西貢區大腦居民代表、打鼓嶺區坪洋原居民代表。另外大澳沙螺灣、西貢北約平洲沙頭居民代表及沙頭角區石橋頭原居民代表因只有一位候選人而自動當選；南丫島南段蒲台因沒有獲有效提名的候選人參選以致原居民代表選舉未能完成，不需進行投票。 |
| 四 | 鄉郊補選                     | 2016年5月29日                      | 大埔船灣李屋原居民代表。另外打鼓嶺區下山雞乙、屯門青磚圍居民代表及荃灣中葵涌、屯門龍鼓灘原居民代表因只有一位候選人而自動當選；大埔沙螺洞李屋因沒有獲有效提名的候選人參選以致居民代表選舉未能完成，不需進行投票。 |
| 四 | 鄉郊補選                     | 2016年11月27日                     | 大澳大澳街市街居民代表、大埔沙螺洞李屋原居民代表。另外亦有其他鄉村最後不需進行投票，包括： - 因只有一位候選人而自動當選居民代表：東涌石榴埔；坑口茅湖仔；屏山沙江圍； - 因只有一位候選人而自動當選原居民代表：東涌石榴埔；西貢北約樟木頭；新田蕃田莘野祖。 |
| 四 | 鄉郊補選                     | 2017年4月30日                      | 坑口將軍澳、大埔聯益漁村、馬灣田寮因居民代表，只有一位候選人而自動當選，不需進行投票。 |
| 四 | 鄉郊補選                     | 2017年12月10日                     | 沙頭角區烏石角居民代表、錦田沙埔村原居民代表。另外亦有其他鄉村最後不需進行投票，包括： - 因只有一位候選人而自動當選居民代表：東涌藍輋及稔園；粉嶺區軍地；大埔大埔尾、元嶺葉屋； - 因只有一位候選人而自動當選原居民代表：大嶼山南區咸田； - 因沒有獲有效提名的候選人參選以致居民代表選舉未能完成：西貢區正街(東)。 |
| 四 | 鄉郊補選                     | 2018年5月20日                      | 大澳吉慶街居民代表。另外沙田銅鑼灣、沙頭角區凹下、上水區松柏朗居民代表及大嶼山南區貝澳羅屋村、沙田新田原居民代表因只有一位候選人而自動當選；而西貢區正街(東)因沒有獲有效提名的候選人參選以致居民代表選舉未能完成，不需進行投票。 |
| 四 | 鄉郊補選                     | 2018年10月7日                      | 東涌黃家圍及龍井頭原居民代表。另外沙田觀音山及崗背居民代表、沙頭角區担水坑、西貢蠔涌、新田鄉蕃田莘野祖、十八鄉大圍原居民代表因只有一位候選人而自動當選；東涌莫家因沒有獲有效提名的候選人參選以致居民代表選舉未能完成，不需進行投票。 |
| 五 | 2019年鄉郊一般選舉村代表選舉 | 2019年1月6日、13日                 | - 各鄉村投票日：原居民代表、居民代表 - 部份鄉村因候選人自動當選而不需進行投票，或沒有獲有效提名而未能完成選舉。參考：在無競逐的居民代表選舉中妥為選出的候選人名單 （页面存档备份，存于）、在無競逐的原居民代表選舉中妥為選出的候選人名單 （页面存档备份，存于）、未能完成居民代表選舉的現有鄉村名單、未能完成原居民代表選舉的原居鄉村／共有代表鄉村名單 |
| 五 | 鄉郊補選                     | 2019年6月16日                      | 粉嶺區麻笏村原居民代表。另外亦有其他鄉村最後不需進行投票，包括： - 因只有一位候選人而自動當選居民代表：大埔錦山村、船灣陳屋；荃灣和宜合； - 因只有一位候選人而自動當選原居民代表：大埔較寮下； - 因沒有獲有效提名的候選人參選以致居民代表選舉未能完成：南丫島南段蒲台、榕樹下；東涌牛凹；沙頭角區荔枝窩、鹿頸黃屋；西貢區海傍街、龍尾、麻南笏、北潭涌、坪墩、大街(西)、東丫；西貢北約下洋、平洲沙頭、屋頭；大埔船灣圍下；荃灣咸田； - 因沒有獲有效提名的候選人參選以致原居民代表選舉未能完成：南丫島南段蒲台、索罟灣；西貢區浪茄、黃麖仔；西貢北約北潭凹；大埔燕岩。 |
| 五 | 鄉郊補選                     | 2019年12月18日                     | 最後不需進行投票，包括： - 因只有一位候選人而自動當選居民代表：大澳昂坪；西貢區南丫、大浪；廈村鄉鳳降村；屏山鄉橫洲楊屋村； - 因只有一位候選人而自動當選原居民代表：西貢區滘西新村、屋場； - 因沒有獲有效提名的候選人參選以致居民代表選舉未能完成：西貢區海傍街；西貢北約白沙澳。 |
| 六 | 2023年鄉郊一般選舉村代表選舉 | 2023年1月8日                       | - 各鄉村投票日：原居民代表 （页面存档备份，存于）、居民代表 （页面存档备份，存于） - 部份鄉村因候選人自動當選而不需進行投票，或沒有獲有效提名而未能完成選舉。參考：在無競逐的居民代表選舉中妥為選出的候選人名單 （页面存档备份，存于）、在無競逐的原居民代表選舉中妥為選出的候選人名單 （页面存档备份，存于）、未能完成居民代表選舉的現有鄉村名單 （页面存档备份，存于）、未能完成原居民代表選舉的原居鄉村名單 （页面存档备份，存于） |
| 六 | 鄉郊補選村代表補選           | 2024年12月1日                      | 西貢北約高塘原居民代表，以及西貢區南圍、大埔鳳園、大埔九龍坑及屯門井頭村（上）居民代表。另外亦有其他鄉村最後不需進行投票，包括： - 因只有一位候選人而自動當選原居民代表：大嶼山南區貝澳老圍；坑口孟公屋、檳榔灣；西貢區茅坪新村；西貢北約企嶺下新圍、荔枝莊、北潭凹、東心淇、屋頭；大埔張屋地、塘上村；荃灣三棟屋、深井； - 因只有一位候選人而自動當選居民代表：大嶼山南區貝澳老圍；大澳沙螺灣；沙頭角南涌、新村、石涌凹；上水金錢；打鼓嶺區瓦窰下；西貢區北港；大埔蓮澳鄭屋、馬窩村、新村（林村）、田寮下；荃灣西樓角、上葵涌； - 因沒有獲有效提名的候選人參選以致原居民代表選舉未能完成：南丫島南段蒲台、索罟灣；沙頭角烏石角；西貢區浪茄、北潭涌、黃麖仔；大埔桃源洞、燕岩； - 因沒有獲有效提名的候選人參選以致居民代表選舉未能完成：南丫島南段蒲台；梅窩牛牯塱；沙頭角鹿頸黃屋、烏石角；西貢區海傍街、龍尾、麻南笏、北潭涌、坪墩、西灣；沙田梅子林；西貢北約下洋、白沙澳、平洲沙頭、屋頭；大埔錦山村；荃灣咸田。                                       |

## 現任鄉郊代表
列表一會顯示原居民村代表，列表二會顯示非原居民村代表。
列表一：
| 區域   | 鄉事委員會 | 鄉村名稱               | 原居民代表 | 所屬團體 | 備註                           |
| ------ | ---------- | ---------------------- | ---------- | -------- | ------------------------------ |
| 荃灣區 | 荃灣       | 川龍                   | 曾群生     | 鄉事派   |                                |
| 荃灣區 | 荃灣       | 川龍                   | 曾偉強     | 鄉事派   |                                |
| 荃灣區 | 荃灣       | 川龍                   | 曾榮求     | 鄉事派   |                                |
| 荃灣區 | 荃灣       | 中葵涌                 | 傅康德     | 鄉事派   |                                |
| 荃灣區 | 荃灣       | 中葵涌                 | 傅偉文     | 鄉事派   |                                |
| 荃灣區 | 荃灣       | 中葵涌                 | 曾天送     | 鄉事派   |                                |
| 荃灣區 | 荃灣       | 下花山                 | 李玉健     | 鄉事派   |                                |
| 荃灣區 | 荃灣       | 咸田                   | 陳少偉     | 鄉事派   |                                |
| 荃灣區 | 荃灣       | 河背                   | 何世明     | 鄉事派   |                                |
| 荃灣區 | 荃灣       | 河背                   | 何文基     | 鄉事派   |                                |
| 荃灣區 | 荃灣       | 海壩(象鼻山路)         | 廖志強     | 鄉事派   |                                |
| 荃灣區 | 荃灣       | 海壩(象鼻山路)         | 曾志輝     | 鄉事派   |                                |
| 荃灣區 | 荃灣       | 海壩(南台)             | 葉恩暢     | 鄉事派   |                                |
| 荃灣區 | 荃灣       | 海壩(和宜合道及國瑞路) | 鍾永康     | 鄉事派   |                                |
| 荃灣區 | 荃灣       | 海壩(和宜合道及國瑞路) | 傅錦年     | 鄉事派   |                                |
| 荃灣區 | 荃灣       | 海壩(和宜合道及國瑞路) | 何冠雲     | 鄉事派   |                                |
| 荃灣區 | 荃灣       | 關門口                 | 陳永健     | 鄉事派   |                                |
| 荃灣區 | 荃灣       | 關門口                 | 陳永滔     | 鄉事派   |                                |
| 荃灣區 | 荃灣       | 關門口                 | 邱錦平     | 鄉事派   |                                |
| 荃灣區 | 荃灣       | 古坑                   | 曾憲光     | 鄉事派   |                                |
| 荃灣區 | 荃灣       | 老圍                   | 張醒文     | 鄉事派   |                                |
| 荃灣區 | 荃灣       | 老圍                   | 許觀順     | 鄉事派   |                                |
| 荃灣區 | 荃灣       | 老圍                   | 黃天賜     | 鄉事派   |                                |
| 荃灣區 | 荃灣       | 馬閃排                 | 陳國基     | 鄉事派   |                                |
| 荃灣區 | 荃灣       | 木棉下                 | 何偉明     | 鄉事派   |                                |
| 荃灣區 | 荃灣       | 白田壩村               | 何義強     | 鄉事派   |                                |
| 荃灣區 | 荃灣       | 西樓角                 | 何建輝     | 鄉事派   |                                |
| 荃灣區 | 荃灣       | 三棟屋                 | 陳錦康     | 鄉事派   |                                |
| 荃灣區 | 荃灣       | 三棟屋                 | 陳桂芳     | 鄉事派   |                                |
| 荃灣區 | 荃灣       | 三棟屋                 | 陳國樂     | 鄉事派   |                                |
| 荃灣區 | 荃灣       | 新村                   | 孫來安     | 鄉事派   |                                |
| 荃灣區 | 荃灣       | 新村                   | 孫華安     | 鄉事派   |                                |
| 荃灣區 | 荃灣       | 新村                   | 孫偉強     | 鄉事派   |                                |
| 荃灣區 | 荃灣       | 深井                   | 傅玉有     | 鄉事派   |                                |
| 荃灣區 | 荃灣       | 深井                   | 傅振光     | 鄉事派   |                                |
| 荃灣區 | 荃灣       | 石碧新村               | 陳錫林     | 鄉事派   |                                |
| 荃灣區 | 荃灣       | 石圍角                 | 鄧潔薇     | 鄉事派   |                                |
| 荃灣區 | 荃灣       | 上葵涌                 | 陳少雄     | 鄉事派   |                                |
| 荃灣區 | 荃灣       | 上葵涌                 | 羅健雲     | 鄉事派   |                                |
| 荃灣區 | 荃灣       | 大屋圍                 | 張家富     | 鄉事派   |                                |
| 荃灣區 | 荃灣       | 大屋圍                 | 李偉光     | 鄉事派   |                                |
| 荃灣區 | 荃灣       | 汀九                   | 曾國威     | 鄉事派   |                                |
| 荃灣區 | 荃灣       | 清快塘                 | 傅少偉     | 鄉事派   |                                |
| 荃灣區 | 荃灣       | 青龍頭                 | 鍾天養     | 鄉事派   |                                |
| 荃灣區 | 荃灣       | 荃灣三村               | 何天生     | 鄉事派   |                                |
| 荃灣區 | 荃灣       | 和宜合                 | 劉永文     | 鄉事派   |                                |
| 荃灣區 | 荃灣       | 和宜合                 | 劉偉輝     | 鄉事派   |                                |
| 荃灣區 | 荃灣       | 油柑頭                 | 楊桂財     | 鄉事派   |                                |
| 荃灣區 | 荃灣       | 油柑頭                 | 楊桂春     | 鄉事派   |                                |
| 荃灣區 | 荃灣       | 楊屋村 (荃灣)          | 楊錦河     | 鄉事派   |                                |
| 荃灣區 | 荃灣       | 楊屋村 (荃灣)          | 楊文聰     | 鄉事派   |                                |
| 荃灣區 | 荃灣       | 楊屋村 (荃灣)          | 楊金有     | 鄉事派   |                                |
| 荃灣區 | 荃灣       | 二陂圳                 | 劉錦泉     | 鄉事派   |                                |
| 荃灣區 | 荃灣       | 圓墩                   | 鍾偉文     | 鄉事派   |                                |
| 荃灣區 | 馬灣       | 竹篙灣及扒頭鼓         | 胡文彪     | 鄉事派   | 位於大嶼山，並不屬於馬灣島範圍 |
| 荃灣區 | 馬灣       | 花坪、草灣及大轉       | 胡正光     | 鄉事派   | 位於大嶼山，並不屬於馬灣島範圍 |
| 荃灣區 | 馬灣       | 鹿頸                   | 鍾新有     | 鄉事派   | 位於大嶼山，並不屬於馬灣島範圍 |
| 荃灣區 | 馬灣       | 馬灣大街               | 黎偉琪     | 鄉事派   |                                |
| 荃灣區 | 馬灣       | 馬灣大街               | 鄒鑑傳     | 鄉事派   |                                |
| 荃灣區 | 馬灣       | 馬灣大街               | 陳永康     | 鄉事派   |                                |
| 荃灣區 | 馬灣       | 馬灣大街               | 蘇錦祥     | 鄉事派   |                                |
| 荃灣區 | 馬灣       | 馬灣大街               | 曾憲輝     | 鄉事派   |                                |
| 荃灣區 | 馬灣       | 大棚寶                 | 胡有財     | 鄉事派   |                                |
| 荃灣區 | 馬灣       | 大清洲                 | 范樹明     | 鄉事派   |                                |
| 荃灣區 | 馬灣       | 田寮村                 | 陳崇祿     | 鄉事派   |                                |
| 荃灣區 | 馬灣       | 田寮村                 | 陳容才     | 鄉事派   |                                |
| 荃灣區 | 馬灣       | 田寮村                 | 陳智雄     | 鄉事派   |                                |
| 荃灣區 | 馬灣       | 田寮村                 | 陳崇業     | 鄉事派   |                                |

## 外部連結
- 香港政府　村代表選舉 （页面存档备份，存于）

1. ↑  Hang. . 土地正義聯盟.   [10/5/2020]. （原始内容存档于2021-01-22）.